# Будівля ланкастерської школи (Гомель)
Будівля ланкастерської школи — пам'ятка архітектури у стилі класицизму. Побудована у 1818 році (архітектор І. Дьячков, за участю архітектора Джона Кларка) у Гомелі по вулиці Румянцевській (сучасна вул. Радянська, 39).

## Історія
На початку 19 ст. була головною спорудою початкової школи (організована за ініціативою графа М. П. Румянцева), де навчання проводилося за системою взаємного навчання, розробленою англійським педагогом Джозефом Ланкастером.
Школа проіснувала недовго: після смерті графа вона була закрита. Новий власник, граф С. П. Румянцев намагався відкрити тут ткацьку фабрику: у великих залах стояли верстати, запустили виробництво. Але гомельські товари були неконкурентоспроможними в порівнянні з московськими, й ця фабрика закрилася. Після розміщення в Гомелі військових у цій будівлі розмістився військовий госпіталь.

## Архітектура
Кам'яна двоповерхова будівля. Середня частина головного фасаду виділена восьмиколонним двоповерховим портиком іонічного ордера, завершеного трикутним фронтоном. Бічні частини головного фасаду мали невеликі ризаліти, стіни яких на першому поверсі були оброблені рустом. Вікна першого поверху розташовувалися в неглибоких нішах з напівциркульним обрамленням. Входи з боків будівлі підкреслювалися чотирма колонами тосканського ордера, що підтримували балкони. У середній частині будівлі знаходився вестибюль зі сходинками на другий поверх. По боках вестибюля розміщувалися великі зали для занять з рядом колон посередині.
Крім головної будівлі, до комплексу входили чотири двоповерхових флігеля для проживання вчителів та учнів (перший поверх кам'яний, другий — дерев'яний), а також дерев'яні споруди лазні, сараю і стайні. У 1840-ві роки, у зв'язку з розміщенням в Гомелі військового гарнізону, комплекс використовувався під казарми і військовий госпіталь.